# Cardamine kruesselii
Cardamine kruesselii är en korsblommig växtart som beskrevs av Friedrich Federico Richard Adelbert Adelbart Johow. Cardamine kruesselii ingår i släktet bräsmor, och familjen korsblommiga växter. Inga underarter finns listade i Catalogue of Life.